# Gallrüsselkäfer
Der Gallrüsselkäfer (Mecinus collaris), auch Strandwegerich-Gallrüsselkäfer oder Weißschuppiger Schlankrüssler, ist eine Käferart aus der Familie der Rüsselkäfer (Curculionidae).

## Merkmale
Der Rüsselkäfer ist 2,8 bis 3,7 mm lang und besitzt eine gestreckte, langovale Gestalt. Er ist bis auf die helleren Tarsen entweder einfarbig schwarz oder hell kastanienbraun (unausgefärbte Tiere) gefärbt. Die Deckflügel sind hinten gemeinsam verrundet und besitzen eingedrückte Punktreihen sowie eine sehr feine, nicht deckende Behaarung. Die Seiten der Vorderbrust, der Hinterrand des Halsschildes und seine Hinterwinkel sind deutlich weißlich oder weißlichgelb beschuppt. Der Halsschild ist schmaler als die Flügeldecken und dicht und fein punktiert.

## Verbreitung
In Europa kommt Mecinus collaris häufig an den Küsten des Atlantiks und der Nord- und Ostsee vor. Im Binnenland ist er dagegen selten. Die Verbreitung reicht von Mitteleuropa bis Sibirien und Mongolei.

## Lebensraum
Der Gallrüsselkäfer bewohnt Küsten, Schlicksalzwiesen, trockene Wiesen an Binnensalzstellen, in Teilen seines Verbreitungsgebietes wurde er auch auf Waldwiesen gefunden. Er ist stark an salzreiche Habitate gebunden.

## Ökologie
Das Gallrüsselkäferweibchen legt ab Juni seine Eier in den Blütenstielen von Wegerich-Arten (Plantago spp.) ab. In Küstennähe ist die Art an den Strand-Wegerich (Plantago maritima) gebunden, anderenorts befällt sie auch andere Wegeriche. Knapp unter dem Blütenstand entsteht durch die Eiablage je eine längliche Stängelgalle, in der eine Käferlarve frisst und nach und nach heranwächst. Wenn die Samen des Wegerichs reifen, sind auch die Larven ausgewachsen und verpuppen sich. Ab August schlüpfen die Jungkäfer durch runde Bohrlöcher aus den Gallen.
Die Art wird von mehreren parasitischen Wespen aus den Familien Eulophidae, Eupelmidae und Pteromalidae befallen.

## Gefährdung
Die Art gilt in Deutschland als stark gefährdet.